# Подводен крайцер
Подводен крайцер – подводна лодка, приспособена и предназначена за дълги единични автономни походи. Като правило се отличава с по-голяма водоизместимост и по-добри условия за обитаване на екипажа.

## Причини за появата
Проектите за подводни крайцери с голяма водоизместимост започват да се появяват от началото на 20 век, но проверката в бой на тази концепция идва в годините на Първата световна война. Във военноморското строителство периодически се предприемат опити за създаване на универсални кораби, съчетаващи в себе си свойствата на подводната лодка и надводния кораб. Научно-техническият прогрес по времето на Първата световна война ражда до известна степен странни проекти във военното корабостроене. Военно-техническата мисъл от онова време клони към мнението, че целият флот на бъдещето ще има свойствата на подводниците. Най-многообещаващи изглеждат проектите за подводните крайцери. В първото десетилетие след Първата световна война опитват да увеличат бойните възможности на подводниците за сметка на артилерия голям калибър (за това решение повлиява опита на немските подводни крайцери от войната, които потопяват повече кораби чрез своята артилерия, отколкото с торпеда). Например, през 1925 г. в Англия влиза в строй подводницата HMS X1 с шест 533 mm торпедни апарата и четири 132 mm оръдия, а във Франция, през 1929 г., – подводницата „Сюркуф“ с две оръдия калибър 203 mm, четиринадесет торпедни апарата (32 резервни торпеда) и един хидросамолет, станала връх в разработките на корабите от този тип. В СССР конструктора Алексей Николаевич Асафов (използвайки по някои данни чертежите на разработваната през 1914 – 1915 г. 950-тонна подводница на Бубнов) създава подводниците от типа „Правда“, имащи обводи на ескадрен миноносец за достигане на висока скорост в надводно положение и предназначени за бойни действия в състава на ескадри от надводни кораби (приемници на подлодките „Правда“ стават подводните лодки тип „Крейсерская“).

## Подводните крайцери в Първата световна война

### История на появата на подводните крайцери
Първите построени бойни подводни лодки се отличават с малка водоизместимост, около 150 тона, и крайно малка автономност. Задачата на новия вид оръжие става отбраната на рейдовете и заливите от тежките кораби на противника. След това се появяват средните подводни лодки, с водоизместимост 400 – 700 тона и предназначени за позиционна борба в акваторията на морето. По-големите лодки, с водоизместимост от 800 тона, се считат за океански и вече могат да извършват крайцерски походи. Първата световна война почти веднага нагледно показва, че освен вече поставените задачи подводните лодки могат успешно да препятстват на търговското съдоходство, за което на субмарините започват да поставят и артилерийски оръдия, като най-евтиното и удобно средство за потопяване на невъоръжените съдове. Логично продължение на развитието на тази концепция и става и създаването по аналогия с леките и спомагателните крайцери на подводни крайцери, като кораби, способни да извършват дълги автономни походи и да потопяват търговските кораби на голямо разстояние от местата на своето базиране. поради спецификата на театъра и съотношението на силите между воюващите страни такава идея е преди всичко актуална за Германия.
Подводните крайцери на Първата световна война са обединени от голямата водоизместимост, като правило надвишаващо 1500 тона, наличието на голямокалибрено артилерийско въоръжение, солидният запас от торпеда, големият запас ход и високата скорост при надводен ход.

### Германските подводни крайцери
През 1915 г. в Германия започва преработката наведнъж на няколко типа крайцерски подводни лодки, характеризиращи се със съчетаването на мощно артилерийско и торпедно въоръжение (на всяка подлодка има 2500-милиметрови торпедни апарата с боезапас от 18 торпеда). Освен двете мощни 150-милиметрови оръдия немските подводни крайцери имат бронирани рубки и подаване на боеприпасите към оръдията с 25-30-милиметрови железни листове, а самата тактика за използването на немските подводни крайцери носи названието „гмуркащото се оръдие“.
Тип U-151, „Дойчланд“
Първенци стават двата кораба от типа „Дойчланд“: „Дойчланд“ и „Бремен“, които са предназначени за преминаване през британската блокада. Те са с водоизместимост над 1500 тона, скорост над/под водата 12/5 възела, и автономност от 25 хиляди мили. „Дойчланд“ има два успешни рейса с товар поща към САЩ, а след това е преоборудван за водене на бойни действия. Шестте последващи лодки от този проекта веднага се дострояват като бойни.
Тип U-139
През 1918 г. в строй влизат подводните крайцери от типа U-139. Това са лодки с водоизместимост 2000/2500 тона, скорост 15/7,5 възела, автономност над 12 500 мили, и са предназначени за нарушаване на съдоходството у бреговете на Южна Америка и Южна Африка, а тяхното основно въоръжение са два 6-дюймови оръдия (152 mm). Всичко са построени 15 лодки, които са дадени под командването на най-добрите подводничари на Кайзеровия флот. Главният кораб е командван от знаменития Лотар фон Арно де ла Периер.
Типовете U-117 и U-127
Условно към подводните крайцери също могат да се отнесат и десетте подводни минни заградителя (U-117 – U-126, 1150 тона, 12 500 мили, тридесет мини) и 12 големи подлодки (U-127 – U-138, 1200 тона, 17/8 възела, 12000 мили), които също са предназначени за походи в Южния Атлантик.

## Подводните крайцери във Втората световна война
В междувоенните години наред с широко разпространените малки и средни лодки продължават да съществуват концепции за крайцерски и ескадрени подводни лодки. Основното оръжие в годините на Втората световна война вече са торпедата, а артилерията започва да изпълнява спомагателни функции, а в края на войната е често и напълно демонтирана.

### Великобритания
През 1921 г. във Великобритания е заложена подводната лодка X1, проекта за която се основава на германската документация по незавършения тип U-173. Към този момент лодката се явява най-голямата в света, нейната водоизместимост съставлява 2820/3700 тона, дължината надвишава 110 метра, автономността се равнява на 12400 мили. Въоръжението освен 6 торпедни апарата се състои от 4 оръдия калибър 5,2 дюйма (132 mm) по две в две кули. През 1933 г. субмарината е извадена в резерв, а през 1935 и напълно отписана от флота.

### Франция
Единственият подводен крайцер на Франция в този период става подводният гигант „Сюркуф“, построен през 1934 г., имащ водоизместимост 3250/4000 тона и носещ 2 8-дюймови (203 mm) артилерийски оръдия. Кораба загива през 1942 г., тараниран от сухогруз недалеч от Панамския канал. Той така и не постига бойни успехи.

### Германия
В съответствие с разработената през 1930-те години в Германия корабостроителна програма, по-известна като план „Z“, в рамките на строителството на подводния флот се предполага създаването на подводни крайцери с водоизместимост до 2500 тона, предназначени за действия по отдалечените комуникации на противника. Началото на Втората световна война проваля изпълнението на този план, за това по далечните комуникации действат спомагателните крайцери, преоборудвани от търговски съдове, а също и океанските субмарини тип IX, имащи водоизместимост от 1200 до 2000 тона в зависимост от подсерията. При немското подводно корабостроене от този период основно се залага на такива характеристики, като маневреност, скорост на незабавното потапяне, скорост на надводния пълен ход, далечината на плаване. Артилерийското въоръжение на крайцерските субмарини е представено от едно 105 mm оръдие и зенитни автоматични оръдия калибър 20 или 40 mm, основното въоръжение са торпедата.
Освен океанските субмарини е построена серия подводни минни заградители, имащи водоизместимост до 2500 тона и превозващи 66 големи мини.
Действията на крайцерските подлодки на Германия са насочени, най-напред, против съдоходството на Великобритания и съюзниците, а в края на войната океанските субмарини се използват като транспорти за обмен на стратегически видове суровини с Япония.
Към края на войната са конструирани и внедрени в серийно производство океанските „електролодки“ от типа XXI. Те са революционни за времето си кораби, но не успяват да вземат активно участие в бойните действия.

### СССР
Основният метод за използване на подводниците в СССР във Втората световна война е позиционният, за това и подводните крайцери в СССР са представени само от немногобройната серия подводни лодки от тип „К“, имащи водоизместимост в 2500 тона, висока надводна скорост, 10 торпедни апарата, 20 мини от типа ЕП в специална шахта-баластна цистерна и 2x100 mm оръдия Б-24ПЛ. Планирания преход на част от лодките в Тихоокеанския флот се е осъществен, за това шест от тях са доста успешно използвани от Северния флот, пет воюват на неудобната за толкова големи кораби Балтика, една лодка така и не е достроена. Лодките извършват минни постановки, излизат в торпедни атаки, достигат сравнително големи успехи с артилерията си. К-21 (Лунин) успява да излезе за атака над германския линкор „Тирпиц“. Резултата е прекратяване на атаката му над конвой PQ17. (PQ17 е атакуван изключително от Луфтвафе и подводния флот.)

### САЩ
Основните действия на подводните лодки на ВМС на САЩ във Втората световна война се разгръщат в просторите на Тихия океан против Япония, което обуславя състава и тактика за използването на американския подводен флот в Тихия океан, – почти всички тихоокеански субмарини на САЩ от този период са крайцерски. Основата на подводния флота съставляват конструктивно близките типове: „Гато“, „Балао“ и „Тенч“. Всичко в строй има няколкостотин такива субмарини, имащи водоизместимост около 2600 тона, голяма автономност, най-добрата за това време обитаемост. Така например, ако германските подводничари заемат с провизии цялото си свободно пространство, даже до единия от галюните (тоалетна), то за техните американски колеги-противници по-насъщен проблем е избора между приготвянето на ванилов или шоколаден сладолед за десерт. Голямо преимущество за американските субмарини е широкото разпространение на качествени радари, позволяващи на лодките да откриват своите цели в рамките на голям радиус.
Американските лодки водят неограничена подводна война против японските кораби, постигайки големи успехи на проточените комуникации, свързващи японските острови с Китай и Индокитай. Най-големи загуби Япония търпи в танкерният си флот, – дефицита на средства за превоз на гориво Япония изпитва в течение на цялата война. Освен това, значителни победи са достигнати и в борбата с големите бойни кораби на японските ВМС.

### Япония
Крайцерските подводни лодки съставляват значителна част от японския флота. Отказа от война против търговския флот на противника означава преимуществено използване на субмарините в целите на разузнаването и в настъпателните операции за атаки над надводните военни кораби на противника. Япония е единствената държава, имаща в състава на военния си флот подводни самолетоносачи, много от които представляват крайцерски субмарини с един самолет, рязко подобряващ разузнавателните възможности на кораба. Често, в т.ч. и при атаката над Пърл Харбър, крайцерските субмарини са използвани като буксири за мини-подводници, но съществени резултати при подобни операции не са достигнати. В края на войната крайцерските лодки се използват като носители на кайтени – човешкоуправляеми торпеда. Превъзхождайки американците по торпедно оръжие и оптически прибори, японските лодки им отстъпват по условията за обитаемост и качеството на радарите. Хидро- и радиолокаторите се появяват на японските лодки едва към края на войната и не могат да се конкурират със съвременната им американска техника.

## Съвременните подводни крайцери
Термина се използва в Русия за обозначаване на:
- Атомен подводен крайцер със стратегическо предназначение (от на руски: Ракетный подводный крейсер стратегического назначения) – РПКСН
- Тежък атомен подводен крайцер със стратегическо предназначение (от на руски: Тяжёлый ракетный подводный крейсер стратегического назначения) – ТРПКСН

Като правило, подводните крайцери имат по два подготвени екипажа, които периодически се заменят един друг. Понякога, за да не се прекъсва похода, замяната на екипажа става чуждестранни морски бази, където сменният екипаж пристига с въздушен транспорт или на леда на Северния ледовит океан, където екипажа и необходимите запаси продоволствие и материали се доставят с ледоразбивач.
Понякога термина подводен крайцер се използва по отношение на лодките от класа ПЛАРК в контекста „атомен подводен ракетен крайцер“.

## Подводните крайцери в литературата и киното
Проектите на подводни крайцери с артилерийско въоръжение британските подлодки тип „М“, британската подлодка HMS X1, немските подлодки тип U 139 и френската подводница „Сюркуф“ са източници на вдъхновение за оръжията на дизелпънка.